# Isfara

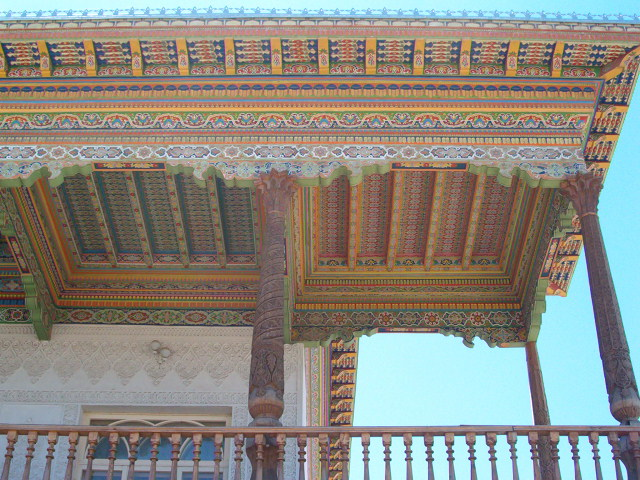
Casa de café em Isfara.

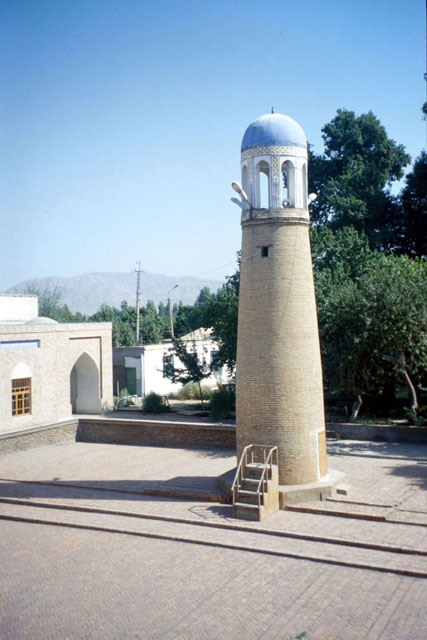
Mesquita em Isfara.

Isfara (em tajique:  Исфара, em persa: اسفره) é uma cidade do Tajiquistão.